# Koum Tara
Koum tara, kom tara ou qoum tara (traduit littéralement de l'arabe algérien par « lève-toi et admire »), appelé aussi er-rabii aqbal ya insân est une chanson traditionnelle algérienne de l'école arabo-andalouse d'Alger et de Tlemcen. Il s'agit d'une qasida dérivée de la sanâa algérienne, écrite par Mohamed Bendebbah.

## Paroles
« الـرَّبِيعْ قَدْ أَقْبَـلْ يَا إِنْسَـانْ * هَذَا هُوَ فَصْلُ الخَلاَعَة

يَـا نَدِيمْ هَيَّـا لِلْبُسْتَـانْ * نَغْنَمُوا فِي الدُّنْيَا سَاعَـة

قُمْ تَـرَى دَرَاهِمَ اللَّـوْزْ * تَنْدَفِـقْ عَـنْ كُلِّ جِهَة

وَالنَّسِيمْ سَقَّطْهَا في الحَوْزْ * وَالنَّـدَى كَـبَّبْ عَلَيْهَا

بَدَتْ تَلْقَحْ وَرْقَـةُ الجُوزْ * جَاء بَشِيـرْ الخَـيْرْ إِلَيْهَا

الرِّيَاضْ يَعْجَـبْنِي مَلْوَانْ * مَا احْـسَنُه فَصْلُ الخَلاَعَة

يَا نَدِيمْ هَيَّـا لِلْـبُسْـتَانْ * نَغْنَمُ في الدُّنْـيَا سَـاعَة

أَجِ تَرَى يَا مَنْ هُو يَعْشَقْ * اِمْلاَ لِـي كَاسَ الحُـمَيَّا

وَالزَّهَرْ في الرَّوْضِ يْعَـبَّقْ * رِيحُـهُ رِيــحٌ ذَكِـيَّة

وَاليَمَامِ في الغُصْنِ يَـنْطَقْ * عِشْقَـتُه هَاجَتْ عَلَـيَّ

المَلِيحْ يَعْجَـبْنِي نَشْـوَانْ * حِينْ يَقُولْ سَمْـعًا وَطَاعَة

يَا نَدِيمْ هَيَّـا لِلْـبُسْـتَانْ * نَغْنَمُ في الدُّنْـيَا سَـاعَة

 قُمْ تَـرَى الاَوْرَاقَ تُعَرْبِدْ * والهزاير في حليها

وَالطُّيُورْ الكُلُّ تُنْشِدْ * تَقْرَا قُلْ هُوَ الله عَلَيْهَا

يَا مَلِيحْ امْلَى وَجَدِّدْ * هَذَا هُوَ فَصْلُ النَّزِيهَة

المَلِيحْ يَعْجَـبْنِي سَهْـرَانْ * حِينْ يَقُولْ سَمْـعًا وَطَاعَة

يَا نَدِيمْ هَيَّـا لِلْـبُسْـتَانْ * نَغْنَمُ في الدُّنْـيَا سَـاعَة »
— Mohamed Bendebbah a-Tilimsani (XVIIIe), Edmond Nathan Yafil et Sid-Ahmed Serri

« A-rrabīʾ aqbal yā insān, hāḏa huwwa fasl-u al-xilāʾa
Yā nadīm hayyā l-il-bustān, naġnamū fi a-dunyā sāʾa

Qūm tarā darāhima al-lawz, tandafiq ʾan kullī ǧīha

Wa a-nasīm saqqaṭhā fi al-ḥawz, wa anadā kabbab ʾalīhā

Badət talqaḥ warqat-u al-ǧawz, ǧā bašīr al-ẖayr ʾilayhā

Ariyād yaʾǧabnī malwān, mā aḥsanū faṣl al-ẖilāʾa

Yā nadīm hayyā l-il-bustān, naġnamū fi a-dunyā sāʾa

Aǧi tara yā man hū yaʾšaq, imlā lī kās al-ḥumiyya

Wa azahr fī arrawḍ-i yʾabbaq, rīḥuhu rīḥun zakiyya

Wa al-yamām fī al-ġusn-i yanṭaq, ʾišqatu hāǧət ʾaliyyā

Al-malīḥ yaʾǧabnī našwān, ḥīn yaqūl samʾan wa ṭāʾa

Yā nadīm hayyā l-il-bustān, naġnamū fi a-dunyā sāʾa

Qūm tarā al-ʾawrāq-a tuʾarbid, wa al-hazāyir fī ḥuliyyihā

Wa a-ṭuyūr alkullu tunšid, taqra "qul huwwa allahū" ʾalayhā

Yā malīḥ ʾimlā wa ǧaddid, hāḏa huwwa faṣl-u a-nazīha

Al-malīḥ yaʾǧabnī našwān, ḥīn yaqūl samʾan wa ṭāʾa

Yā nadīm hayyā l-il-bustān, naġnamū fi a-dunyā sāʾa »
— Edmond Nathan Yafil et Sid-Ahmed Serri

### Traduction
Souhel Dib propose la traduction suivante : 

« Homme, le printemps arrive. Lève-toi, compagnon, la beauté nous sollicite,

Allons, ami, gagnons le jardin, jouissons d'un moment en ce monde!

Lève-toi et contemple les pétales de l'amandier que la brise répand de tous les côtés.

Ils tombent délicatement dans le bosquet arrosés par la fraîcheur du matin.

Les fleurs vont bientôt éclore - heureuse nouvelle que celle qui arrive.

J'aime le sol aux reflets changeants. Lève-toi, compagnon, la beauté nous sollicite,

Allons, ami, gagnons le jardin, jouissons un moment en ce monde!

O toi qui es instruit des secrets de l'amour, prends cette coupe de vin ensorceleur,

les effluves de la fleur d'oranger et de la rose nous parviennent. Leur senteur est délicate, certes.

Le rossignol chante sur les ramilles, et son chant trouble profondément mon âme.

La beauté me séduit quand, étourdie par l'ivresse, elle cède à mes désirs.

Allons, ami, gagnons le jardin, jouissons d'un moment en ce monde!

Contemple les pétales et les fleurs parées comme dans une adoration au Seigneur,

Les oiseaux enfouis dans le feuillage glorifient Dieu dans son unité,

verse dans ma coupe, verse encore de ce vin, c'est la saison du bonheur!

La beauté me séduit quand, étourdie par l'ivresse, elle cède à mes désirs.

Allons, ami, gagnons le jardin, jouissons d'un moment en ce monde! »

## Une chanson populaire
Koum tara est une œuvre qui fait partie du patrimoine musical algérien et un des poèmes locaux de la sanaa-gharnata de Tlemcen, appelé aussi er-rabii aqbal ya insân et se chante dans les noubas suivantes : inçiraf raml al-maya, inqilâb moual, btaïhi raml al-maya. Elle connait une grande popularisation sur la scène internationale. En effet, elle est aujourd'hui interprétée par des artistes marocains mais aussi chinois avec des instruments traditionnels de la musique chinoise.
Elle est aussi chantée par les juifs d'Algérie en arabe ou en hébreu lors des baqqashots(chants de supplications) durant les prières.
Un spectacle qui mêle le répertoire traditionnel citadin algérien réinventé et des compositions originales, est nommé d'après le titre de la chanson. Il a produit un album en 2018.

## Chanteurs
Parmi les chanteurs ayant interprété koum tara, nous retrouvons :[réf. nécessaire]
- Fadhéla Dziria;
- René Perez;
- Enrico Macias;
- Reinette l'Oranaise;
- Cheb Mami;